# Zeigler, Illinois
Zeigler är en ort i Franklin County, Illinois, USA.